# Profiler: Psihologia crimei
Profiler: Psihologia crimei este un serial de film polițist american din 1996, care îi are în prim-plan pe psihologul Sam Waters (rol interpretat de actrița Ally Walker) și mentorul ei Bailey Malone (interpretat de Robert Davi).
Cu o inteligență ieșită din comun, Sam încearcă să rezolve cazurile de crimă controversate, alături de organizația VCTF (Violent Crime Task Force) din cadrul FBI. Pentru că psihologul are capacitatea de a intra în mintea criminalului și a vedea exact la ce s-a gândit în momentul în care a săvârșit tragicul omor, fiecare caz este încărcat de mister, tensiune și este un caz psihologic în sine.
Împreună cu mentorul său, Bailey Malone (Robert Davi), Sam investighează în fiecare episod odioase crime în serie. Pentru că are o intuiție ieșită din comun, eroina principală poate alcătui rapid portretul robot al oricărui criminal, iar cu sensibilitate și inteligență poate rezolva fiecare caz în parte.
Filmul este regizat de Vern Gillum, după scenariile semnate de John Fasano, Natalie Chaidez, Jason Cahill, Stacy Codikow, Steve Feke. S-au filmat patru sezoane din serial, iar în primele trei (1996-1999), rolul lui Sam Waters a fost jucat de Ally Walker, care spunea despre personajul său că este inteligent, că se identifică cu el și îi place foarte mult. În ultimul sezon Ally a fost înlocuită de Jamie Luner